# Євгеніуш Візнер
Євгеніуш Візнер (пол. Eugeniusz Wyzner; 31 жовтня 1931, Хелмно) — польський дипломат. Постійний представник Польщі при Організації Об'єднаних Націй у Нью-Йорку (1981—1982 та 1998—1999).

## Життєпис
Народився 31 жовтня 1931 року в місті Хелмно. Здобув ступінь з міжнародного права Варшавського університету; навчання в аспірантурі в Академії міжнародного права в Гаазі. Володіє польською, англійською, французькою, російською мовами.
З 1973 по 1978 рік був постійним представником Польщі при ООН у Женеві. У 1978 році він став директором Департаменту міжнародних організацій в Міністерстві закордонних справ Польщі. Його дипломатична кар'єра в Міністерстві закордонних справ розпочалася з посади керівника відділу договорів. Пізніше став керівником юридичного та договірного відділу МЗС Польщі.
Брав участь у роботі органів ООН, що займаються з різними аспектами кадрових питань. Він був головою відділу призначень та просування по службі (1991—1993), керівного комітету з покращення статусу жінок в Секретаріаті (1989—1992) і Раді публікацій (1982—1993). Він був також член Ради з планування програм і бюджету (1984—1993), та Секретарської групи з адміністративної реформи (1983—1984).
У Секретаріаті Організації Об'єднаних Націй він обіймав посаду заступника Генерального секретаря з питань громадськості інформації (1992—1993) та заступника Генерального секретаря з конференційного обслуговування та
особливих доручень (1982—1992). Він особисто брав участь у розробці та реалізації різноманітних реформ і заходи ефективності, з метою забезпечення професійної та ефективної конференції та інформаційні послуги державам-членам.
У 1998—1999 роках Постійний представник Польщі при Організації Об'єднаних Націй. Він був державним секретарем і першим заступником міністра закордонних справ Польщі у 1996 та 1997 рр. З 1994 по 1995 рр. був парламентським секретарем і заступником міністра закордонних справ Польщі. У 1994—1997 рр. він був віцеголовою делегації Польщі на Генеральній Асамблеї ООН.
У 1999—2006 роках обіймав посаду члена Комісії з міжнародної державної служби, в тому числі сім років на посаді віцеголови цієї комісії. З 2007 року член Комісії з міжнародної державної служби.